# 4. november
4. november je 308. dan leta (309. v prestopnih letih) v gregorijanskem koledarju. Ostaja še 57 dni.

## Dogodki
- 1576 – osemdesetletna vojna: Španija zavzame belgijski Antwerpen (po treh dneh je mesto skoraj opustošeno)
- 1612 – ruske enote pod poveljstvom Požarskega v času težav zavzamejo Kitaj gorod
- 1869 – izide prva številka znanstvene revije Nature
- 1899 – Sigmund Freud objavi Interpretacijo sanj
- 1911 – podpisana maroško-kongovska pogodba, Nemčija prepusti Franciji Maroko v zameno za ozemlja v ekvatorialni Afriki
- 1915 – konec tretje soške bitke (začetek 18. oktobra 1915)
- 1916 – konec devete soške bitke (začetek 1. novembra 1916)
- 1918 – Avstro-Ogrska podpiše premirje z antanto
- 1922 – Howard Carter odkrije Tutankamonovo grobnico
- 1926 – fašisti uničijo sedež slovenskih kulturnih ustanov v Gorici ter tiskarno časopisa Edinost v Trstu
- 1939 – ZDA sprejmejo zakon Cash and Carry
- 1940 – Britanci se izkrcajo na Kreti
- 1946 – ustanovljen UNESCO
- 1956 – sovjetska vojska s tanki zasede Budimpešto
- 1972 – Stane Kavčič zaradi političnih pritiskov odstopi kot predsednik izvršnega sveta Slovenije
- 1979 – iranski študentje zasedejo ameriško veleposlaništvo v Teheranu in uslužbence zajamejo za talce
- 2008 – na ameriških predsedniških volitvah zmaga demokrat Barack Obama in s tem postane prvi temnopolti predsednik ZDA
- 2009 – na Švedskem je podpisan sporazum o reševanju meje med Slovenijo in Hrvaško

## Rojstva
- 1265 – Alfonz III., aragonski kralj († 1291)
- 1841 – Karl Tausig, poljski pianist, skladatelj judovskega rodu († 1871)
- 1873 – George Edward Moore, angleški filozof († 1958)
- 1890 – Alfred Henschke - Klabund, nemški pisatelj, pesnik († 1928)
- 1909 – Ciro Alegría, perujski pisatelj († 1967)
- 1918 – Art Carney, ameriški filmski igralec († 2003)
- 1932 – Thomas Klestil, avstrijski predsednik († 2004)
- 1946 – Robert Mapplethorpe, ameriški fotograf († 1989)
- 1961 – Ralph George Macchio, ameriški filmski igralec

## Smrti
- 711 – Justinijan II., bizantinski cesar (* 669)
- 1035 – Jaromir, češki vojvoda (* ni znano)
- 1203 – Dirk VII., holandski grof
- 1210 – Kutbud-Din Ajbak, sultan Delhija
- 1212 – Feliks Valoiški, francoski puščavnik, ustanovitelj reda trinitarijancev, svetnik (* 1127)
- 1411 – Halil Sultan, sultan Timuridskega cesarstva (*  1384)
- 1680 – Joseph Glanvill, angleški filozof (* 1636)
- 1698 – Rasmus Bartholin, danski zdravnik, fizik, matematik (* 1625)
- 1781 – Faustina Bordoni, italijanska mezzosopranistka (* 1700)
- 1847 – Jacob Ludwig Felix Mendelssohn-Bartholdy, nemški skladatelj judovskega rodu (* 1809)
- 1850 – Gustav Benjamin Schwab, nemški pisatelj (* 1792)
- 1921 – Gustav Oscar Augustin Montelius, švedski arheolog (* 1843)
- 1970 – Gustav Strniša, slovenski pisatelj, pesnik (* 1887)
- 1995:
  - Jicak Rabin, izraelski general, predsednik vlade, nobelovec 1994 (* 1922)
  - Gilles Deleuze, francoski filozof (* 1925)
- 2008 – Michael Crichton, ameriški pisatelj, filmski direktor, filmski in TV producent ter zdravnik (* 1942)

## Prazniki in obredi
- bahajstvo: praznik kudrata (mogočnosti) - prvi dan 13. meseca v bahajskem koledarju
- Italija: dan zmage v I. svetovni vojni